# Синт-Ливенс-Хаутем
Синт-Ливенс-Хаутем (нидерл. Sint-Lievens-Houtem) — коммуна в Бельгии, расположена во Фламандском регионе (провинция Восточная Фландрия); в 15 км к юго-востоку от Гента и в 36 км к западу от Брюсселя. Население — 20 763 чел. (1 января 2011). Площадь — 33,06 км2.
Ближайшие автодороги — A10/E40.
В коммуне 11 ноября проходит Хаутемская ярмарка, самая большая во Фландрии.